# Associazione Nazionale Studi - Problemi del Lavoro
L'Associazione Nazionale Studi - Problemi del Lavoro (ANS-PL) è stata una formazione politica e culturale fondata tra la fine del 1926 e l'inizio del 1927 da Rinaldo Rigola e altri ex sindacalisti della discioltasi Confederazione Generale del Lavoro.
L'associazione, cui organo ufficiale fu l'omonima rivista Problemi del Lavoro, appoggiò parzialmente la politica sociale del corporativismo fascista, anche se non mancarono al suo interno delle voci critiche. Aveva sede nazionale a Milano e altri circoli sparsi in Italia. Fu sciolta nel 1941 per "attività politica contraria alle direttive del regime".